# Generalna Dyrekcja Kolei Wschodniej

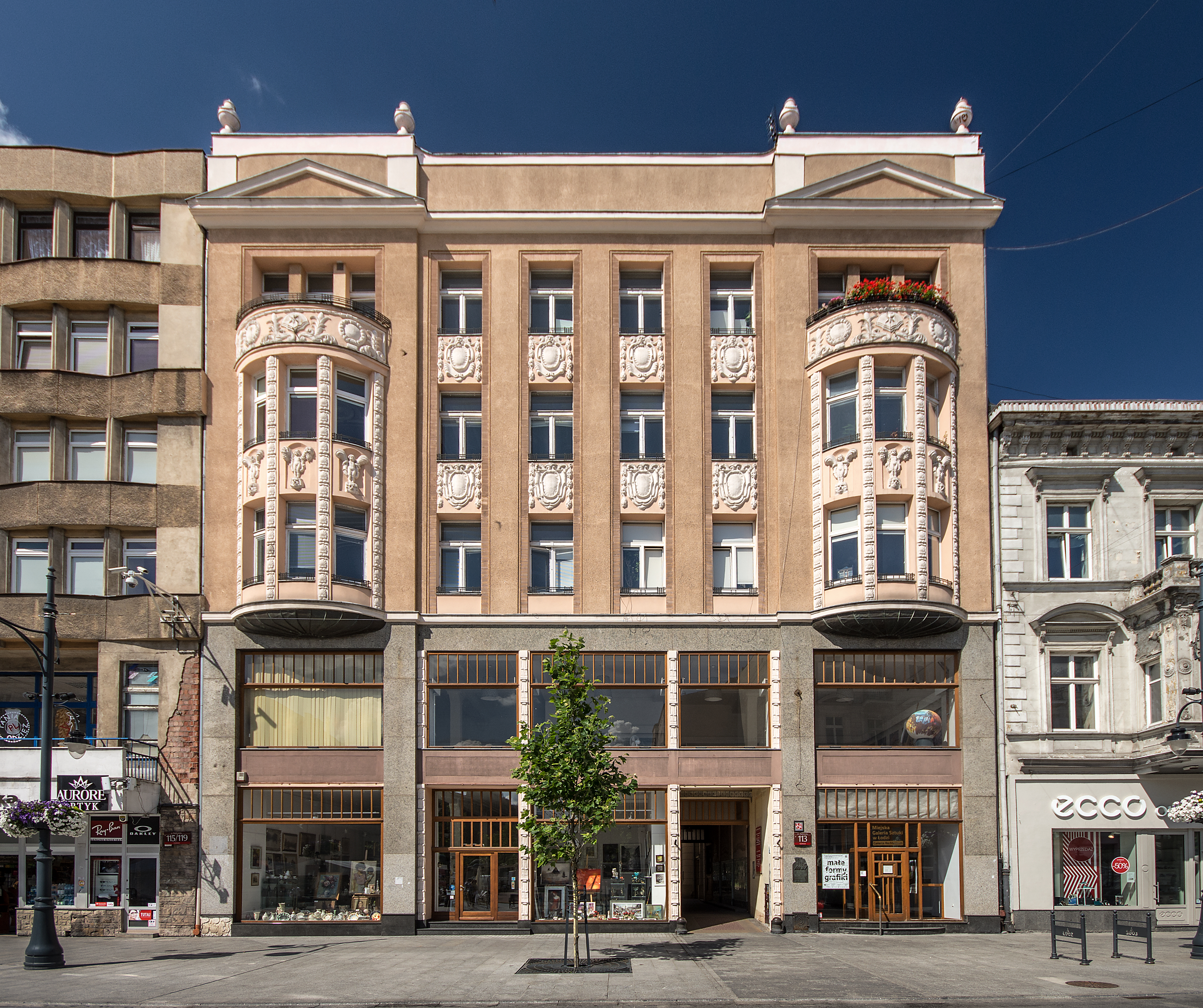
Pierwsza siedziba dyrekcji niemieckiej Kolei Wschodniej (Ostbahn) w Łodzi przy ul. Piotrkowskiej 113 (1939)

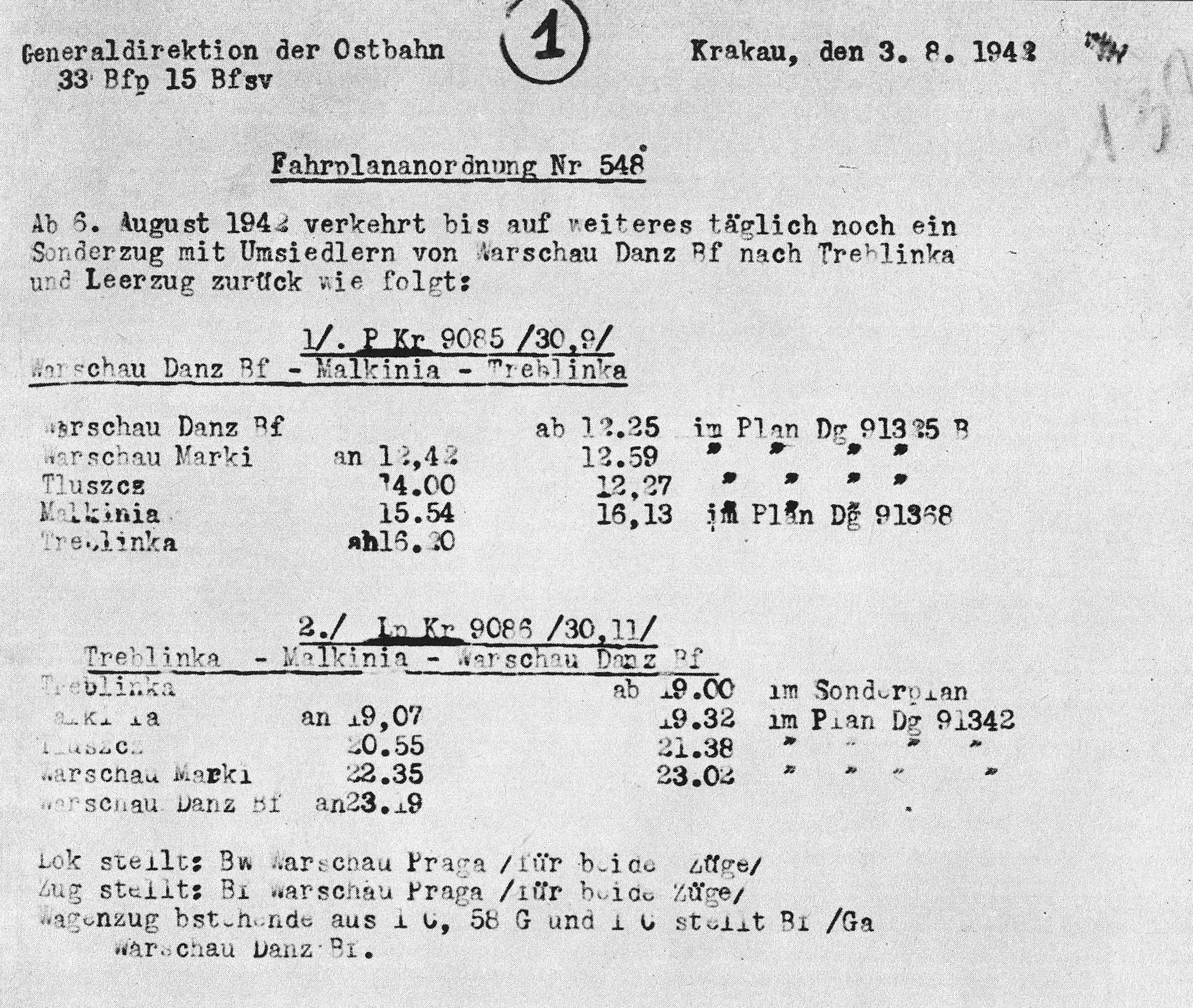
Rozkład nr 548 Generalnej Dyrekcji Kolei Wschodniej z 3 sierpnia 1942 wprowadzający kursowanie od 6 sierpnia dodatkowego pociągu z dworca Warszawa Gdańska do stacji Treblinka, którym wywożono Żydów z warszawskiego Umschlagplatzu do niemieckiego obozu zagłady w Treblince

Generalna Dyrekcja Kolei Wschodniej (niem. Generaldirektion der Ostbahn – Gedob) – organ administracyjny, będący najwyższym szczeblem zarządzania nie-prywatnymi kolejami w Generalnym Gubernatorstwie w okresie od 1939 do 1945 r.

## Historia
W agresji Rzeszy Niemieckiej w 1939 na Polskę, swój udział miały koleje niemieckie (Deutsche Reichsbahn). 27 września 1939 formalnie powołano Dyrekcję Kolei (Eisenbahndirektion Lodz) dla tych terenów z siedzibą w Łodzi (później Litzmannstadt) przy ówczesnej Petrikauer Str. (obecnie ul. Piotrkowskiej) 113, w kamienicy handlowo-mieszkalnej Alberta Böhme z 1911 (proj. Romuald Miller). Miesiąc później, 26 października przekształcono ją w Generalną Dyrekcję Kolei Wschodniej (Generaldirektion der Ostbahn – Gedob), która następnie przeniosła swoją siedzibę do Krakowa, stolicy nowo utworzonego Generalnego Gubernatorstwa (Generalgouvernement). Tamże dyrekcja mieściła się w budynku b. polskiej Dyrekcji Kolei w Krakowie przy pl. Jana Matejki. Jednocześnie powstały w tym samym czasie tzw. dyrekcje operacyjne Kolei Wschodnich (Ostbahnbetriebsdirektionen – OBD) w Krakowie (Krakau), Lublinie, Radomiu i Warszawie (Warschau). Do obowiązków Dyrekcji Generalnej należało zarządzanie finansami, polityka cenowa i kadrowa, korelacja prawa kolejowego z ustawodawstwem Generalnego Gubernatorstwa. W dniu 9 grudnia 1939 rozwiązano Biuro Rozrachunków b. Dyrekcji Kolei w Łodzi.

### Po ataku III Rzeszy na ZSRR
Po ataku Niemiec na ZSRR 22 czerwca 1941, 1 sierpnia 1941 Gedob przejął linie na terenie utworzonego wówczas Dystryktu Galicja Generalnego Gubernatorstwa i powołano Dyrekcję Operacyjną Ostbahn we Lwowie. W wyniku rosnących niemieckich strat terytorialnych 1 listopada 1944 dyrekcję tę wchłonęła Dyrekcja Operacyjna w Krakowie.

### Koniec działalności
W styczniu 1945 pozostałości Gedob ewakuowano z Krakowa do Opola, następnie do Czech. Historia Gedob skończyła się 29 kwietnia 1945 w Lesie Bawarskim, na północ od Pilzna, przejęciem pociągu ewakuacyjnego przez jednostki Sił Zbrojnych Stanów Zjednoczonych.

## Dyrektorzy generalni
- od 9 listopada 1939 do 28 lutego 1940 – Emil Beck[5]
- od 1 kwietnia 1940 do 23 stycznia 1945 – Adolf Gerteis